# 제36회 아카데미상
제36회 아카데미상은 1964년 4월 13일에 열린 시상식이다. 산타 모니카 시빌 오디토리움에서 개최되었으며 사회자는 잭 레먼이다.

## 후보 및 수상

### 작품상
- 톰 존스의 화려한 모험 - 토니 리처드슨 수상
- 아메리카 아메리카 - 엘리아 카잔
- 클레오파트라 - 월터 와그너
- 서부 개척사 - 버나드 스미스
- 들백합 - 랠프 넬슨

### 남우주연상
- 들백합 - 시드니 포이티어 수상
- 클레오파트라 - 렉스 해리슨
- 허드 - 폴 뉴먼
- 욕망의 끝 - 리처드 해리스
- 톰 존스의 화려한 모험 - 앨버트 피니

### 여우주연상
- 허드 - 패트리샤 닐 수상
- 어마 라 듀스 - 셜리 맥클레인
- L자형 방 - 레슬리 카론
- 러브 위드 더 프로퍼 스트레인 - 나탈리 우드
- 욕망의 끝 - 레이첼 로버츠

### 남우조연상
- 허드 - 멜빈 더글러스 수상
- 캡틴 뉴먼, M.D. - 바비 다린
- 톰 존스의 화려한 모험 - 휴 그리피스
- 더 카디널 - 존 휴스턴
- Twilight of Honor - 닉 애덤스

### 여우조연상
- VIP - 마가렛 루더포드 수상
- 들백합 - 리리아 스칼라
- 톰 존스의 화려한 모험 - 다이안 실렌토
- 톰 존스의 화려한 모험 - 에디스 에반스
- 톰 존스의 화려한 모험 - 조이스 레드만

### 감독상
- 톰 존스의 화려한 모험 - 토니 리처드슨 수상
- 8과 1/2 - 페데리코 펠리니
- 아메리카 아메리카 - 엘리아 카잔
- 더 카디널 - 오토 프레밍거
- 허드 - 마틴 리트

### 각본상
- 서부 개척사 - 제임스 R. 웹 수상

### 각색상
- 톰 존스의 화려한 모험 - 존 오스본 수상

### 촬영상
- 클레오파트라 - 레온 샴로이 수상
- 허드 - 제임스 웡 호우 수상

### 편집상
- 서부 개척사 - 해롤드 F. 크레스 수상

### 미술상
- 클레오파트라 - 존 디커 수상
- 아메리카 아메리카 - 진 캘러핸 수상

### 의상상
- 클레오파트라 - 아이린 세러프 수상
- 8과 1/2 - 피에로 게라르디 수상

### 음악상
- 톰 존스의 화려한 모험 - 존 애디슨 수상

### 주제가상
- 파파스 델리케이트 컨디션 - 지미 반 헤슨 수상

### 음향편집상
- 매드 매드 대소동 - Elliott Walter 수상

### 음향믹싱상
- 서부 개척사 - 프랭클린 밀튼 수상

### 시각효과상
- 클레오파트라 - Emil Kosa Jr. 수상

### 외국어영화상
- 8과 1/2 - 페디리코 펠리니 수상

### 단편애니메이션상
- The Critic - Ernest Pintoff 수상

### 단편영화상
- La Rivie du hibou - Paul de Roubaix 수상

### 장편다큐멘터리상
- 로버트 프로스트: 어 러버스 쿼럴 위드 더 월드 - 로버트 휴즈 수상

### 단편다큐멘터리상
- Chagall - Simon Schiffrin 수상

### 어빙 탤버그 상
- 샘 스파이겔 수상

### 음악스코어링상
- 어마 라 듀스 - 앙드레 프레빈 수상

## 같이 보기
- 제21회 골든 글로브상
- 제17회 영국 아카데미 영화상
- 제36회 아카데미상 외국어영화상 출품작 목록